# Альтерман, Натан
Натан А́льтерман (ивр. נתן אלתרמן‎;
1910, Варшава, Российская империя — 1970, Тель-Авив, Израиль) — израильский поэт, драматург, журналист и переводчик. В 1968 году был удостоен Государственной премии Израиля в области литературы.

## Биография

### Детство
Натан Альтерман родился 14 августа 1910 года в Варшаве в семье Ицхака и Бейлки Альтерман. Его родители были сторонниками сионизма, оба были педагогами. Они вместе с семьей Гальпериных создали еврейский детский сад, где с детьми разговаривали только на иврите. Поэтому Натан с детства говорил на двух языках — иврите и идише. Во время Первой мировой войны семья Альтерманов переехала в Россию, и конец войны и время революций застали их в Москве, где Ицхак Альтерман в начале 1917 года открыл еврейские педагогические курсы (недалеко от Яузского моста). С этого времени русский язык на всю жизнь стал для Натана Альтермана языком чтения, языком русской и мировой литературы.
Революционные события заставили семью Альтерманов переехать в 1919 году в Киев, а вскоре в Кишинёв, где в 1921 году Натан начал посещать религиозную гимназию для мальчиков «Маген Довид» раввина И.-Л. Цирельсона под эгидой Агудат Исраэль.
В 1925 году Альтерманы переезжают в Палестину, в город Тель-Авив, где Натан начал учёбу в гимназии «Герцлия». Несколько лет учился в Сорбонне. Затем отучился на агронома в сельскохозяйственном институте во Франции в городе Нанси. В 1932 году вернулся в Тель-Авив.
Отец Натана Альтермана, Ицхак Альтерман знал многих местных знаменитостей, боготворил Бялика, ходил на все спектакли "Габимы". Звезда театра Хана Ровина поразила юношеское воображение Альтермана, она стала его музой, ей он посвятил первые свои стихи.
Первое стихотворение Альтермана было опубликовано в 1931 году.

### Творческая жизнь
С 1934 года стихи Альтермана печатаются на страницах газеты «Га-Арец», в основном это стихи на политические темы. В 1943 году он перешёл в рабочую газету «Давар», где вел колонку, публикуя актуальные, часто сатирические, стихи под рубрикой «Ха-тур ха-швии» («Седьмая колонка»), также здесь печатались политические стихи, осуждавшие англичан, и установленные ими преграды на иммиграцию евреев в Эрец-Исраэль.
Стихи, запрещённые цензурой, размножали вручную и передавали из рук в руки. Альтерман написал немало стихов, которые затем были положены на музыку и вошли в репертуар эстрадных исполнителей, завоевав популярность у слушателей.
В дальнейшем творчестве Натан Альтерман проявлял интерес к общественным проблемам страны. После Шестидневной войны поэт стал сторонником движения за целостность Израиля, и всю свою дальнейшую деятельность посвятил этой проблеме. Независимо от политической линии в творчестве, Альтерман также развивал лирическое начало в поэзии. Помимо этого, Натан Альтерман вступил в группу поэтов-модернистов во главе с Авраамом Шлёнским; последователи Шлёнского развивали в своём творчестве идеи русских и французских символистов.
Перу Альтермана принадлежат многочисленные переводы на иврит, среди которых комедии Мольера, трагедии Шекспира, баллады Бёрнса и многие другие шедевры мировой художественной литературы.

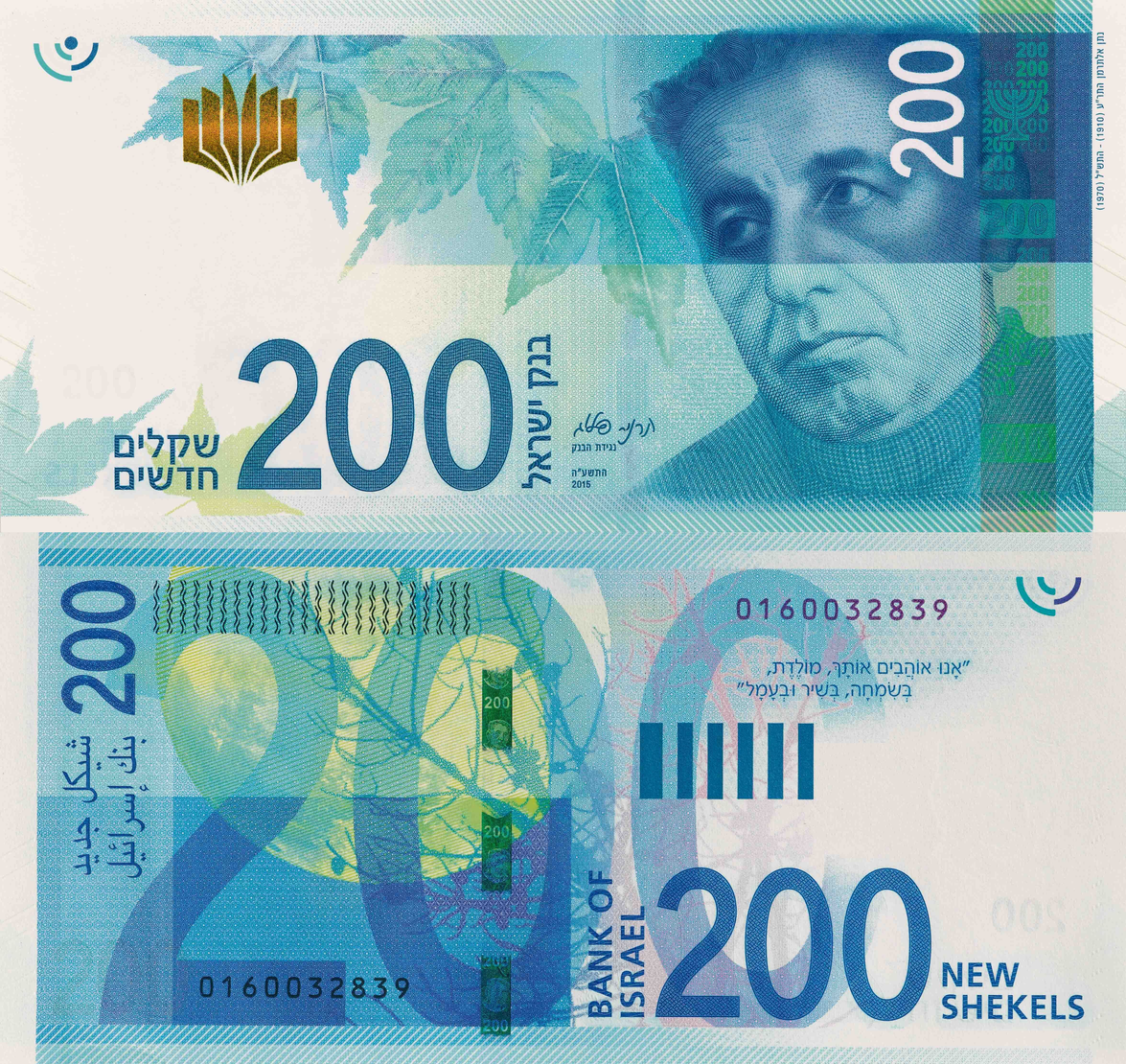
Банкнота достоинством 200 новых шекелей выпуска 2015 года

Собрание сочинений Альтермана в четырёх томах вышло в 1961 — 1962 годах. Второе многотомное издание полного собрания сочинений увидело в свет в 1971 — 1979 годах.
Сборник стихов Альтермана на русском языке был впервые издан в 1974 году в Тель-Авиве.

## Увековечение памяти
Именем Натана Альтермана названы улицы во многих городах Израиля. В декабре 2015 года выпущена в обращение банкнота достоинством 200 новых шекелей, несущая на себе портрет Натана Альтермана и отрывки из его произведений. 